# Grajagan
Grajagan is een bestuurslaag in het regentschap Banyuwangi van de provincie Oost-Java, Indonesië. Grajagan telt 14.155 inwoners (volkstelling 2010).